# Random House
Random House – największe światowe, anglojęzyczne wydawnictwo literackie. Od 1998 roku jest własnością międzynarodowego koncernu mediowego Bertelsmann i jest marką parasolową dla jego publikacji.

## Random House w Stanach Zjednoczonych

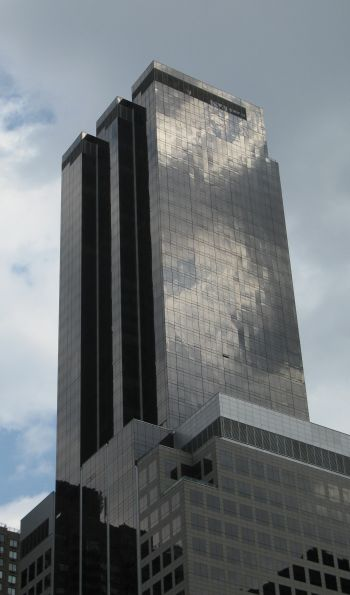
Random House Tower w Nowym Jorku

Wydawnictwo Random House zostało założone w 1927 roku przez Amerykanów Bennetta Cerfa, Christophera Coombesa i Donalda Klopfera, po dwóch latach kupili Modern Library jako swój imprint.
Obecnie amerykańskimi imprintami Random House są Bantam Dell Publishing Group, Crown Publishing Group, Doubleday, Broadway Publishing Group, Knopf Publishing Group, Random House Audio Publishing Group, Random House Diversified Publishing Group, Random House Information Group, Random House Ballantine Publishing Group i Random House Ventures.
W 1947 roku Random House wydało swój pierwszy słownik American College Dictionary. Dziś wydawnictwo wydaje słowniki Dictionary of the English Language i Random House Webster’s College.
Kolejne wydawnictwa Alfred A. Knopf i Pantheon Books zostały wykupione przez Random House kolejno w 1960 i 1961 roku. Od 1974 roku Random House jest dystrybutorem Shambhala Publications. Obecnie dystrybuuje Rizzoli Books, National Geographic Books, Steerforth Press, Wizards of the Coast, Vertical Books, Welcome Books, The New York Review of Books, Titan Books, Other Press, Hatherleigh Press, North Atlantic Books, Monacelli Press Books i DC Comics. W 1998 roku Random House zostało wykupione przez koncern mediowy Bertelsmann i niedługo potem stało się dostępne na całym świecie
Główna siedziba wydawnictwa w USA mieści się w Nowym Jorku na Manhattanie, w 684-stopowym wieżowcu Random House Tower.

## Random House w Wielkiej Brytanii
Grupa Random House jest jedną z największych spółek wydawniczych w Wielkiej Brytanii. Ma siedzibę w Londynie i ma spółki zależne w Australii, Nowej Zelandii i Indiach oraz tzw. joint venture w Południowej Afryce zwane Random House Struick.
Wydawnictwo składa się z 6 spółek wydawniczych z ponad 40 zróżnicowanymi imprintami, włączając w to BBC Books, Jonathan Cape, William Heinemann, Chatto & Windus, Vintage Books, Corgi Books, Doubleday, Bantam Books i Virgin Books.
Publikacje niefikcyjne Random House obejmują rozmaite kategorie specjalistyczne takie jak gotowanie, ogrodnictwo, podróże czy biznes. Random House Children’s Books publikuje wiele książek dla dzieci takich poczytnych autorów jak Philip Pullman czy Jacqueline Wilson.

## Inne międzynarodowe oddziały
Verlagsgruppe Random House – drugie, co do wielkości, wydawnictwo literackie w Niemczech. W sierpniu 2008 posiadało 40 imprintów między innymi wydawnictwo Goldmann. Ma siedzibę w Monachium.
Random House of Canada – zostało założone w 1944 roku jako kanadyjski dystrybutor Random House Books. W 1986 firma założyła swój własny państwowy program wydawniczy, który stał się jednym z najbardziej pomyślnych w historii Kanady.
Random House ma także oddziały w Australii, Nowej Zelandii, Południowej Afryce, Indiach i Korei Południowej. W Australii siedziby są w Sydney i Melbourne. W Nowej Zelandii w Auckland, a w Indiach siedziba mieści w New Delhi.